# Budi ponosan
"Budi ponosan" je singl hrvatskog rock sastava Majke s albuma "Razdor" objavljenog 1993.